# Арахісове рагу
Арахісове рагу або арахісове стью, також  maafe, (Волоф: mafé, maffé, maffe), (фр. sauce d'arachide), (англ. peanut stew, groundnut stew), tigadèguèna або domoda — рагу з арахісом, яке є основним харчовим продуктом в Західній Африці. Для особливого смаку та поживності при створенні соусу в рагу з м'яса та овочів додають арахісову пасту, арахісову олію або подрібнений арахіс.
Походить від народу мандінка та бамбара в Малі.
Правильна назва для нього мовою мандінка — domodah або tigadegena (букв. «соус з арахісовою пастою», где tige — «арахіс», dege — «паста», а na — «соус») бамананканською. 
Domodah також використовується гамбійцями, з запозиченою назвою з мови мандінка. У Сенегалі domodah або domoda належить до загущеного борошном супу або рагу, на відміну від мафе, в якому використовується арахісова паста. Це улюблена страва серед кількох етнічних груп Сенегалу та Гамбії. З розширенням вирощування арахісу в колоніальний період, маафе також став популярною стравою у Західній Африці, навіть за межами Західної Африки, наприклад, у Камеруні та Франції.
Варіанти страви з'явилися у кухнях народів Західної та Центральної Африки. Він схожий на арахісовий суп, може мати густішу консистенцію. Зроблений з баранини, яловичини, курки або без м'яса, маафе готують з соусом на основі арахісу, особливо арахісової пасти/олії, та помідорів. 
Арахісова паста іноді використовується як інгредієнт. У Гані рагу з арахісу часто подається з фуфу.

## Варіанти
Рецепти рагу сильно різняться, але зазвичай включають курку, помідори, цибулю, часник, капусту та листові овочі або коренеплоди. Інші варіанти включають бамію, кукурудзу, моркву, корицю, гострий перець, паприку, чорний перець, куркуму, кмин та інші спеції. Маафе традиційно подають з білим рисом (в Сенегалі, Мавританії та Гамбії), fonio або to (пшоняне тісто) у Малі, tuwo or omo tuo (рисове або пшоняне тісто) у Північній Нігерії, Нігері та Північній Гані, кускус (так як Західна Африка межує із Сахарою та країнами Північної Африки), або фуфу та солодку картоплю в тропічних районах, таких як Кот-д'Івуар. Умбідо - це варіант з використанням зелені, а ганський маафе готується з варених яєць. Варіант рагу, «арахісовий суп з Вірджинії», був привезений поневоленими африканцями до Північної Америки.

## Гамбія
Домода — різновид рагу з арахісу, поширений у Гамбії. Домода готується з меленого арахісу або арахісової пасти, м'яса, цибулі, помідорів, часнику, сезонних овочів та спецій.. Вона була описана як одна з національних страв Гамбії. Домода зазвичай подається з рисом, а також іноді з фінді, крупою, схожою на кускус за консистенцією..

## Галерея

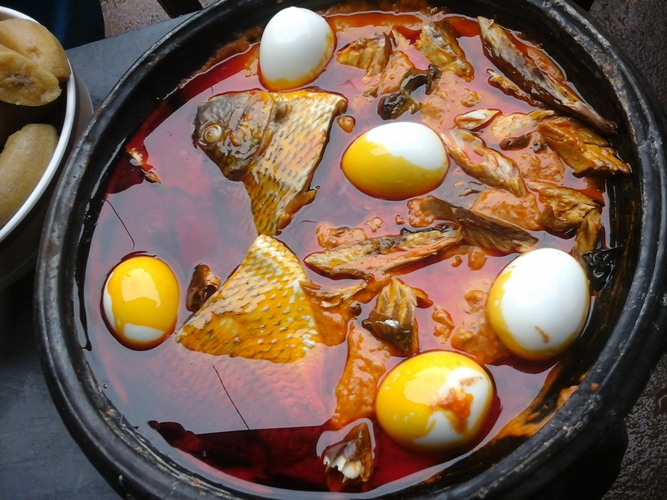
Рагу з арахісу, приготоване з обсмаженої арахісової пасти, риби, яєць та гарячої пальмової олії
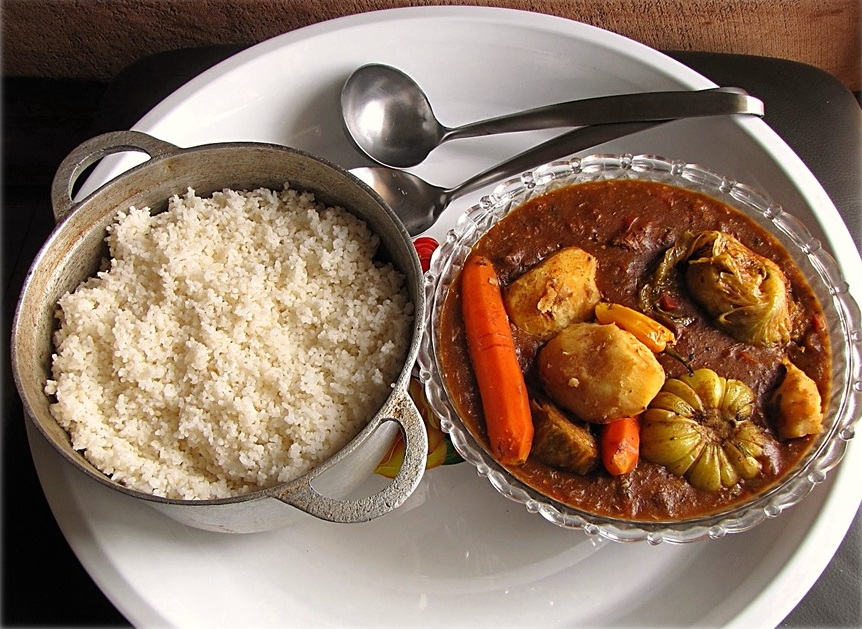
Домода з рисом